# Stonehenge
Stonehenge és un monument megalític de l'edat del bronze i del Neolític situat prop d'Amesbury, a Wiltshire, Gran Bretanya, a uns 13 km al nord-oest de Salisbury.

## Estructura
Està format per quatre cercles concèntrics de pedres. El cercle exterior, de 30 m de diàmetre, està format per grans pedres rectangulars de gres, que originàriament estaven rematades per llindes també de pedra, de les quals avui dia en queden només quatre al seu lloc. Dintre d'aquesta filera exterior, hi ha un altre cercle de blocs més petits —de gres blavós— el qual tanca una ferradura construïda amb pedres de gres del mateix color, i a l'interior hi ha una llosa de gres micàcia coneguda com a l'altar. Tot el conjunt està envoltat d'una fossa circular de 104 m de diàmetre. Dintre d'aquest espai, s'alça un bancal en què apareixen 56 fosses conegudes com els forats d'Aubrey. El bancal i la fossa estan tallats per l'avinguda, un passadís processional de 23 m d'ample i de 3 km aproximadament de longitud. Prop es troba la Pedra del Sacrifici. I davant, la Pedra Taló o Heel Stone.

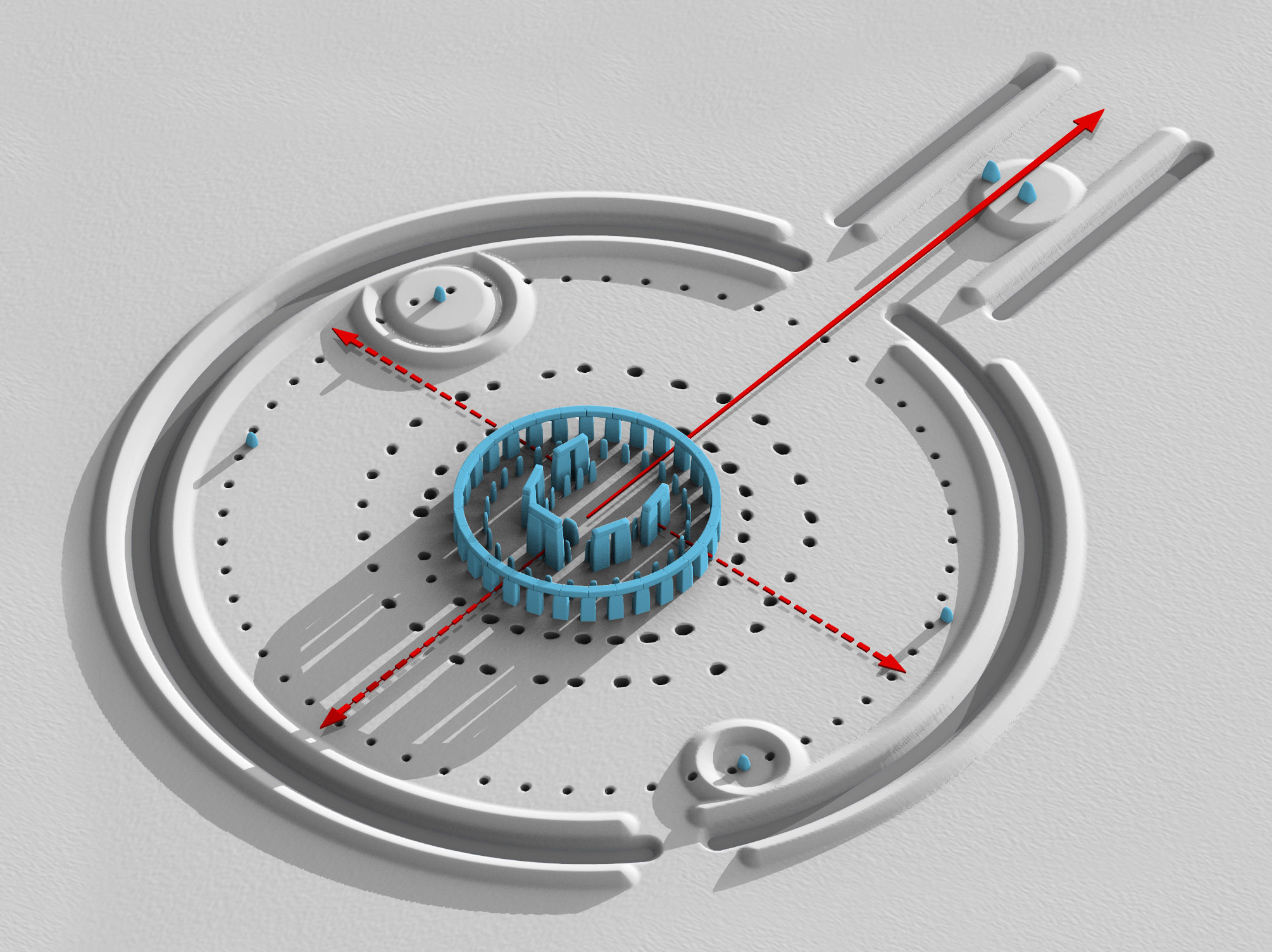
Imatge renderitzada del conjunt

Està compost d'un gran cercle de grans megàlits la construcció del qual data d'entre 2500 i 2000 aC. El cercle de sorra que envolta els megàlits és considerat la part més antiga del monument, datat de cap al 3100 aC. Al començament era un monument circular de caràcter ritual envoltat per un talús i una fossa, de manera semblant a molts d'altres situats al sud d'Anglaterra. El 2200 aC prengué el seu aspecte actual, motiu pel qual van transportar 32 blocs de gres des de les muntanyes de Preseli, al sud-oest de Gal·les, i la pedra de l'altar va ser portada des d'una regió propera a Milford Haven.

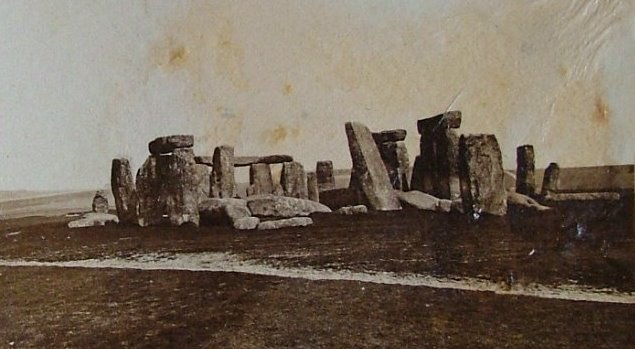
Stonehenge el 1877

El 8 de maig del 2019, l'English Heritage, l'organisme britànic a càrrec de més de 400 llocs històrics i en particular de Stonehenge, feu pública la recuperació d'un dels tres cilindres de pedra que s'havien extret en els treballs de reforç del conjunt que s'hi havien fet el 1958. L'estudi d'aquest fragment hauria de contribuir a esclarir el debatut origen de les monumentals pedres. Darrere d'aquesta recuperació hi havia Robert Phillips, aleshores membre de la companyia que es va fer càrrec dels treballs i que l'hauria guardat com a record, i que, la vigília de complir els 90 anys, expressà el desig que es retornés el fragment prehistòric a l'English Heritage perquè se'n fes càrrec. Així ho van acomplir els seus fills que li lliuraren el maig del 2018.

## Els constructors de Stonehenge i els estudis d'ADN
Hi ha proves que suggereixen que malgrat la introducció de l'agricultura a les illes Britàniques, la pràctica del cultiu de cereals va caure en desgràcia entre el 3300 i el 1500 aC, amb gran part de la població tornant a un patró de subsistència ramadera centrada en la recol·lecció d'avellaners i la criança de bestiar porcí i boví. La majoria de les fases principals de la construcció de Stonehenge van tenir lloc durant un període en què l'evidència de l'agricultura a gran escala és equívoca. Als jaciments de Poverty Point i Sannai Maruyama també s'observen associacions similars entre els patrons de subsistència de l'agricultura no cerealista i la construcció monumental.

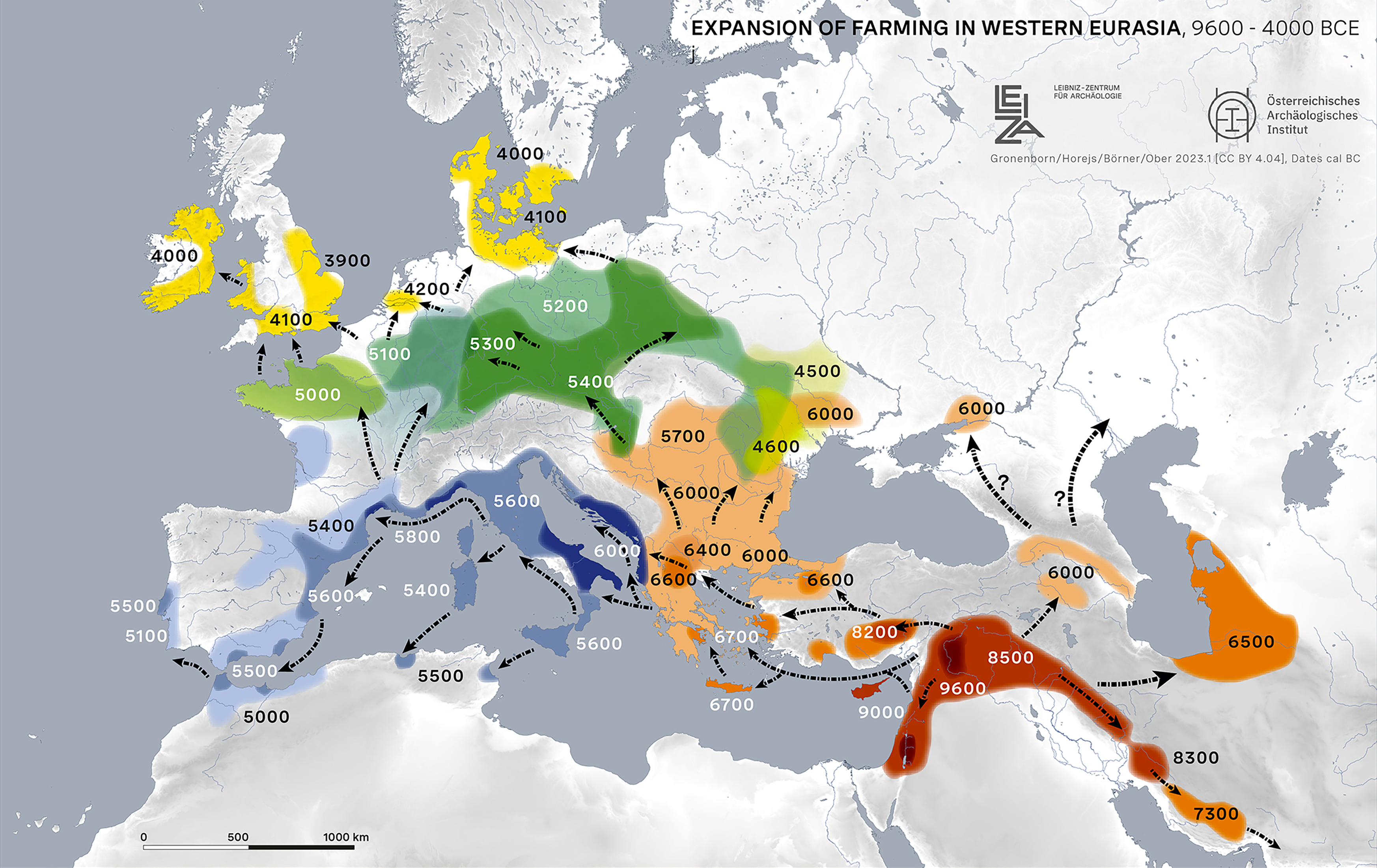
Els avantpassats de les persones que van construir Stonehenge I i II van ser agricultors neolítics originaris d'Anatòlia que van portar l'agricultura a Europa

Els investigadors que estudien l'ADN extret de restes humanes del Neolític a tota la Gran Bretanya van determinar que les persones que van construir Stonehenge I i II estaven estretament relacionades amb les poblacions ibèriques i centreeuropees del Primer Neolític i del Neolític Mitjà, modelades amb al voltant del 75% d'ascendència dels primers agricultors europeus que venien de l'Est Mediterrani, viatjant cap a l'oest des d'allà, i un 25% d'ascendència procedent dels caçadors-recol·lectors de l'Europa occidental. Aquests agricultors es van traslladar a Ibèria abans de dirigir-se al nord, i arribaren a la Gran Bretanya cap al 4000 aC. La major part de l'ascendència dels agricultors del Neolític britànic provenia de la gent que seguia aquesta ruta, amb una contribució menor dels grups que seguien el Danubi cap a l'Europa central i occidental. Sembla que les seves tècniques agrícoles provenien d'Anatòlia, i la seva barreja sembla haver-se produït principalment al continent abans que els grangers del Neolític emigressin a la Gran Bretanya.
En el moment de la seva arribada, la Gran Bretanya estava habitada per grups de caçadors-recol·lectors que van ser els primers habitants de l'illa després que l'última Edat de Gel (fa 11.700 anys). Els grangers van substituir la majoria de la població de caçadors-recol·lectors a les illes Britàniques sense barrejar-se gaire amb ells.
Malgrat la seva ascendència majoritàriament egea, els llinatges paterns (Y-DNA) dels agricultors neolítics a la Gran Bretanya eren gairebé exclusivament caçador-recol·lector d'origen occidental. Aquest també va ser el cas d'altres poblacions de construcció megalítica al nord-oest d'Europa, i això podria significar que aquestes poblacions descendien d'una barreja d'homes caçadors-recol·lectors i dones agricultores. El domini dels llinatges masculins de caçadors-recol·lectors occidentals a la Gran Bretanya i el nord-oest d'Europa també es reflecteix en un "ressorgiment" general de l'ascendència de caçadors-recol·lectors, predominantment d'homes, a l'oest i el centre d'Europa al Neolític mitjà.

## Història
Stonehenge va evolucionar en diverses fases de construcció que abasten almenys 1.500 anys, i hi ha proves de construcció a gran escala en el monument i als voltants que potser amplia el període del paisatge fins als 6.500 anys. La datació i la comprensió de les diferents fases de l'activitat es veuen complicades per la pertorbació del guix natural per efectes periglacials i excavació d'animals, registres d'excavacions primerenques de mala qualitat i la manca de dates precises i verificades científicament.

### Abans del monument (des del 8000 BC)

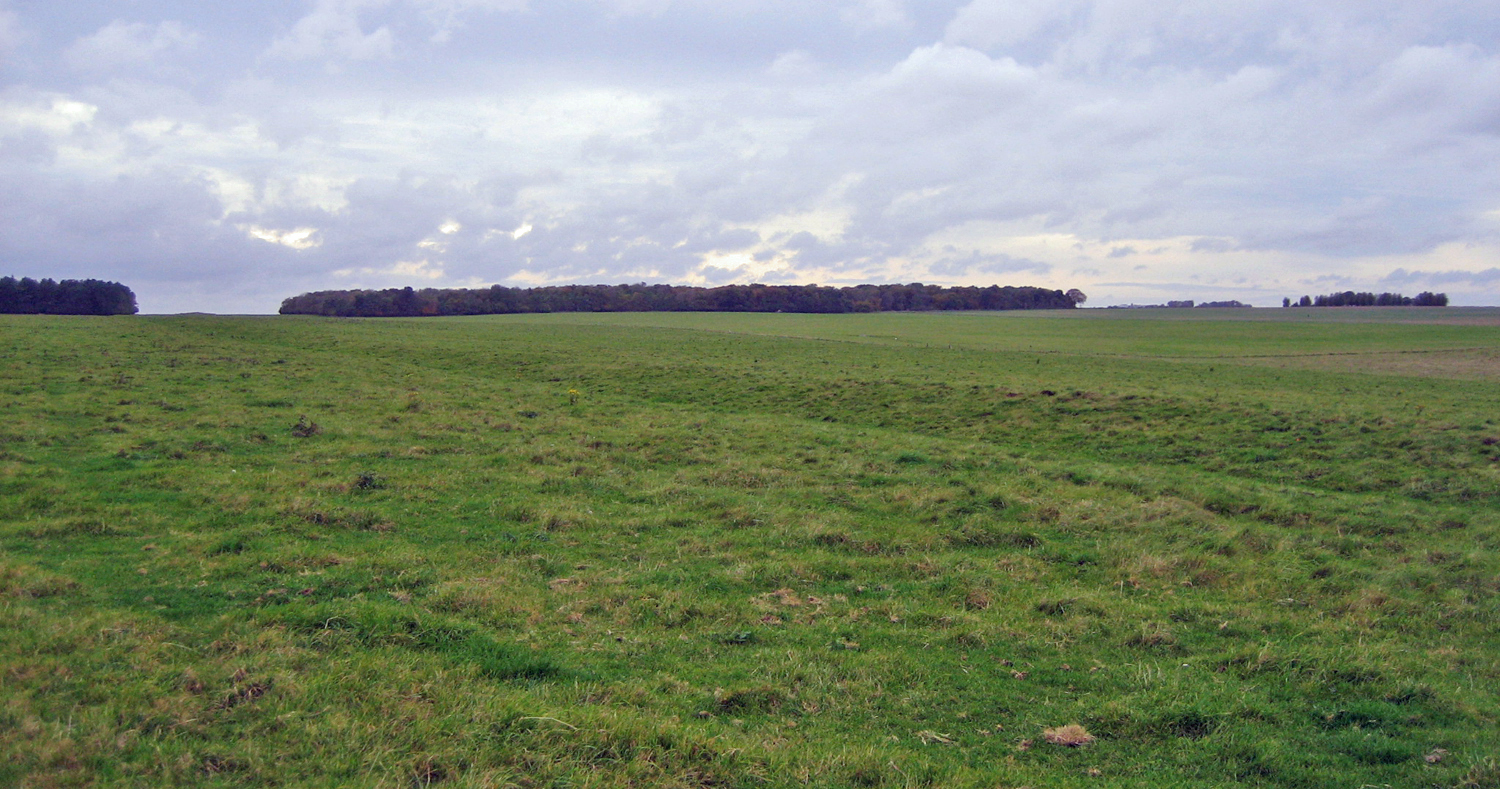
Cursus de Stonehene

Els arqueòlegs han trobat quatre, o possiblement cinc, grans forats de pal mesolítics (un podria haver estat un arbre natural), que daten del voltant de l'any 8000 aC, sota un antic aparcament turístic proper en ús fins al 2013. Aquests contenien pals de pi d'uns 0,75 m de diàmetre, que es van aixecar i finalment es van podrir in situ. Tres dels pals (i possiblement quatre) estaven en una alineació est-oest que podria haver tingut un significat ritual. Un altre lloc astronòmic mesolític a la Gran Bretanya és el jaciment de Warren Field a Aberdeenshire, que es considera el calendari lunisolar més antic del món, corregit anualment observant el solstici d'hivern. S'han trobat jaciments similars però posteriors a Escandinàvia. A 1,6 km de Stonehenge, a Blick Mead, s'hi ha trobat un assentament que podria haver estat contemporani als forats de pal, un lloc amb una font que brolla durant tot l'any.
En aquell temps la plana de Salisbury encara era un indret boscós, però 4.000 anys més tard, durant el Neolític primerenc, van construir un recinte elevat a Robin Hood's Ball i tombes de túmul allargat en el paisatge circumdant. Aproximadament l'any 3500 aC, es va fer el cursus de Stonehenge (un monument megalític) a 700 m al nord d'on ara és Stonehenge, quan els primers agricultors van començar a netejar d'arbres el paisatge i a desenvolupar la zona. Altres estructures i túmuls funeraris de pedra o fusta que abans es passaven per alt es poden datar del 4000 aC. El carbó vegetal del camp de Blick Mead a 2,4 km de Stonehenge (a prop del campament de Vespasià) s'ha datat del 4000 aC. L'Institut d'Investigació d'Humanitats de la Universitat de Buckingham creu que la comunitat que va construir Stonehenge va viure aquí durant un període de diversos mil·lennis, i això el converteix potencialment en "un dels llocs fonamentals de la història del paisatge de Stonehenge".

### Stonehenge I (c. 3100 BC)

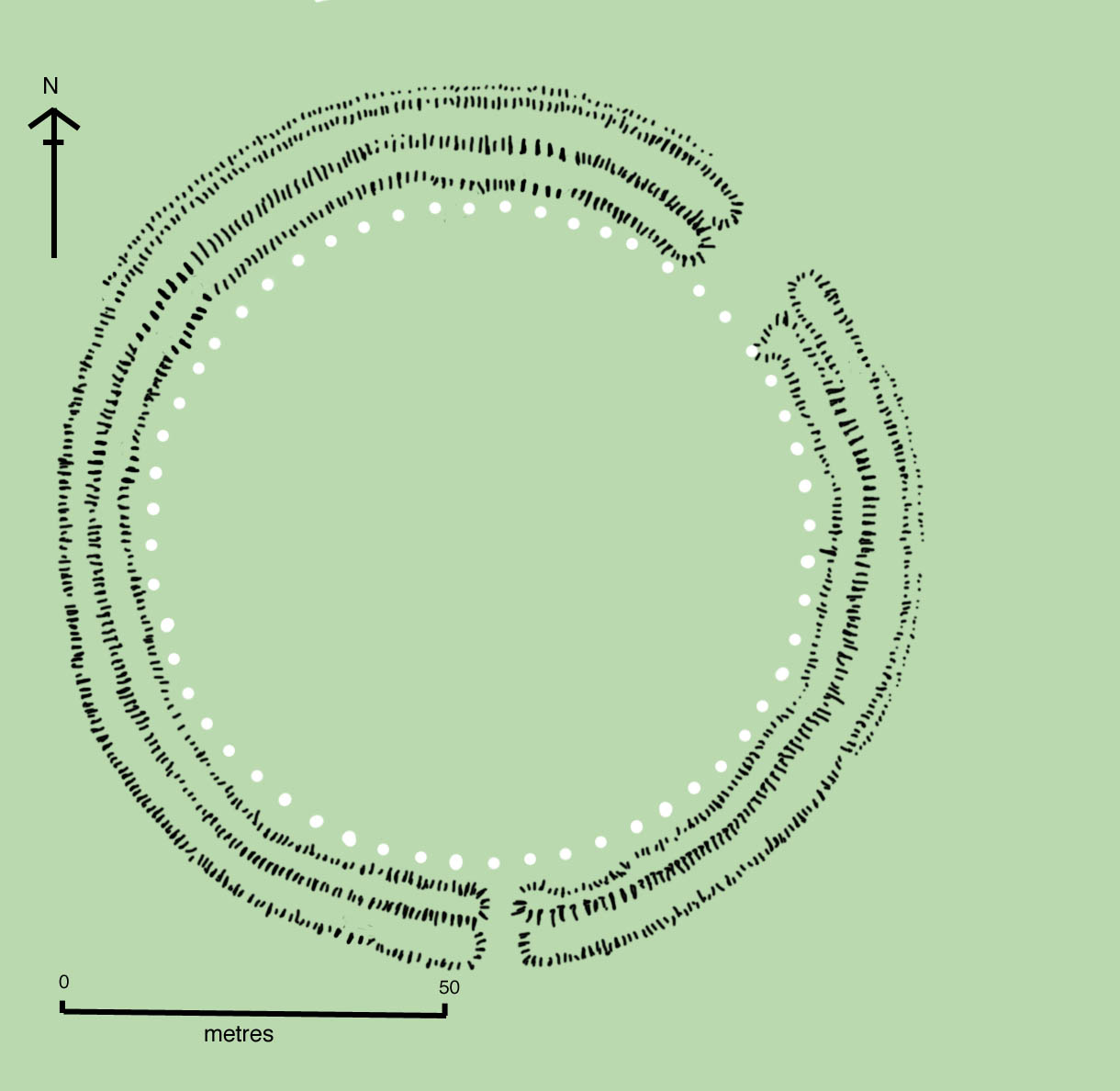
Stonehenge 1

El primer monument que hi va haver consistia en un banc circular i un recinte de rasa fet de guix de Seaford del Cretaci Superior (Edat Santoniana), d'uns 110 m de diàmetre, amb una gran entrada al nord-est i una de més petita al sud. Es va fer en un ecosistema de prats oberts en un lloc lleugerament inclinat. Els constructors van col·locar al fons de la rasa ossos de cérvols i bous, així com algunes eines de sílex treballades. Els ossos eren considerablement més antics que els pics de corn que feien servir per excavar la rasa, i les persones que els van enterrar els havien cuidat durant algun temps abans de l'enterrament. La rasa era contínua però s'havia excavat per trams. El guix extret de la rasa s'amuntegava per formar el banc. Aquesta primera etapa està datada de cap al 3100 aC, després de la qual la rasa va començar a omplir-se de manera natural. Dins de la vora exterior de l'àrea tancada hi ha un cercle de 56 fosses, cadascuna d'1 m aproximat de diàmetre, conegudes com els forats d'Aubrey en honor a John Aubrey, l'antiquari del segle XVII que es creu que els va identificar per primer cop. Aquestes fosses, el banc i la rasa junts es coneixen en anglès com a Palisade o Gate Ditch. Les fosses podrien haver servit per a instal·lar-hi pals, creant un cercle de columnes, tot i que no n'hi ha proves excavades. Una excavació recent ha suggerit que els forats d'Aubrey podrien haver estat utilitzats originalment per erigir un cercle de pedra blava. Si aquest fos el cas, faria avançar l'estructura de pedra més antiga del monument uns 500 anys.
El 2013, un equip d'arqueòlegs, dirigit per Mike Parker Pearson, va excavar més de 50.000 fragments d'os cremats, de 63 individus diferents, enterrats a Stonehenge. Aquestes restes havien estat enterrades individualment als forats d'Aubrey, però van ser exhumades el 1920 durant una excavació de William Hawley, que les va considerar sense importància, i el 1935 les va tornar a enterrar juntes en un forat, l'Aubrey Hole 7. L'anàlisi física i química de les restes va demostrar que els incinerats eren tant homes com dones, i alguns nens. Hi ha proves que el guix subjacent sota les tombes havia estat aixafat per un pes substancial, de manera que l'equip va concloure que les primeres pedres blaves portades de Gal·les probablement s'haurien utilitzat com a marcadors funeraris. La datació amb radiocarboni de les restes va datar el lloc 500 anys abans del que s'estimava anteriorment, al voltant del 3000 aC. Un estudi del 2018 sobre el contingut d'estronci dels ossos va trobar que molts dels individus enterrats allà durant l'època de la construcció probablement provenien de Gal·les, d'una zona propera al lloc d'extracció de la pedra blava, i no havien viscut gaire temps a Stonehenge abans de morir.
Entre el 2017 i el 2021, estudis del professor Parker Pearson (UCL) i el seu equip van suggerir que les pedres blaves utilitzades a Stonehenge s'havien traslladat fins allà després que haguessin desmantellat un cercle de pedres d'una mida idèntica al primer cercle de Stonehenge conegut (110 m), al lloc gal·lès de Waun Mawn, als turons de Preseli. Aquell cercle havia contingut pedres blaves, una de les quals mostrava proves d'haver estat reutilitzada a Stonehenge. Diverses proves mostraven que el cercle gal·lès s'havia erigit al voltant del 3400-3200 aC, i desmantellat al voltant de 300-400 anys més tard, d'acord amb les dates atribuïdes a la creació de Stonehenge.

### Stonehenge II (c. 2900 BC)
La segona fase de construcció es va produir aproximadament entre el 2900 i el 2600 aC. El nombre de forats que daten de principis del tercer mil·lenni aC suggereix que es va construir alguna forma d'estructura de fusta dins del recinte durant aquest període. S'hi van dreçar més fustes a l'entrada nord-est i una alineació paral·lela de pals anava cap a l'interior des de l'entrada sud. Els forats són més petits que els d'Aubrey, només tenen uns 0,4 m de diàmetre i estan molt menys espaiats entre si. El banc es va reduir intencionadament en alçada i la rasa va continuar omplint-se. Se sap que almenys vint-i-cinc dels forats d'Aubrey van contenir enterraments posteriors, intrusius, de cremació, que daten dels dos segles després de la creació del monument.
Sembla que sigui quina sigui la funció inicial dels forats, va canviar per convertir-se en tombes durant la segona fase. Es van col·locar trenta incineracions més a la rasa del recinte i en altres punts del monument, majoritàriament a la meitat oriental. Per tant, Stonehenge s'interpreta com a cementiri de cremació tancat en aquest moment, el primer cementiri de cremació conegut de les Illes Britàniques. També s'hi van trobar fragments d'os humà no cremat al farcit de la rasa. L'evidència de datació, la proporciona la ceràmica de tipus acanalat del Neolític final, que s'ha trobat en relació amb aquesta fase.

### Stonehenge III (estructura megalítica, c. 2900 - 1600 BC)
En el moment en què es va construir el Stonehenge 3 II (2600-2400 aC), van arribar pobles de cultura campaniana, al voltant del 2500 aC, emigrants de l'Europa continental. Van viure un al costat de l'altre durant ca. 500 anys, amb la gent campaniana probablement incorporant les estructures henge al seu sistema de creences.

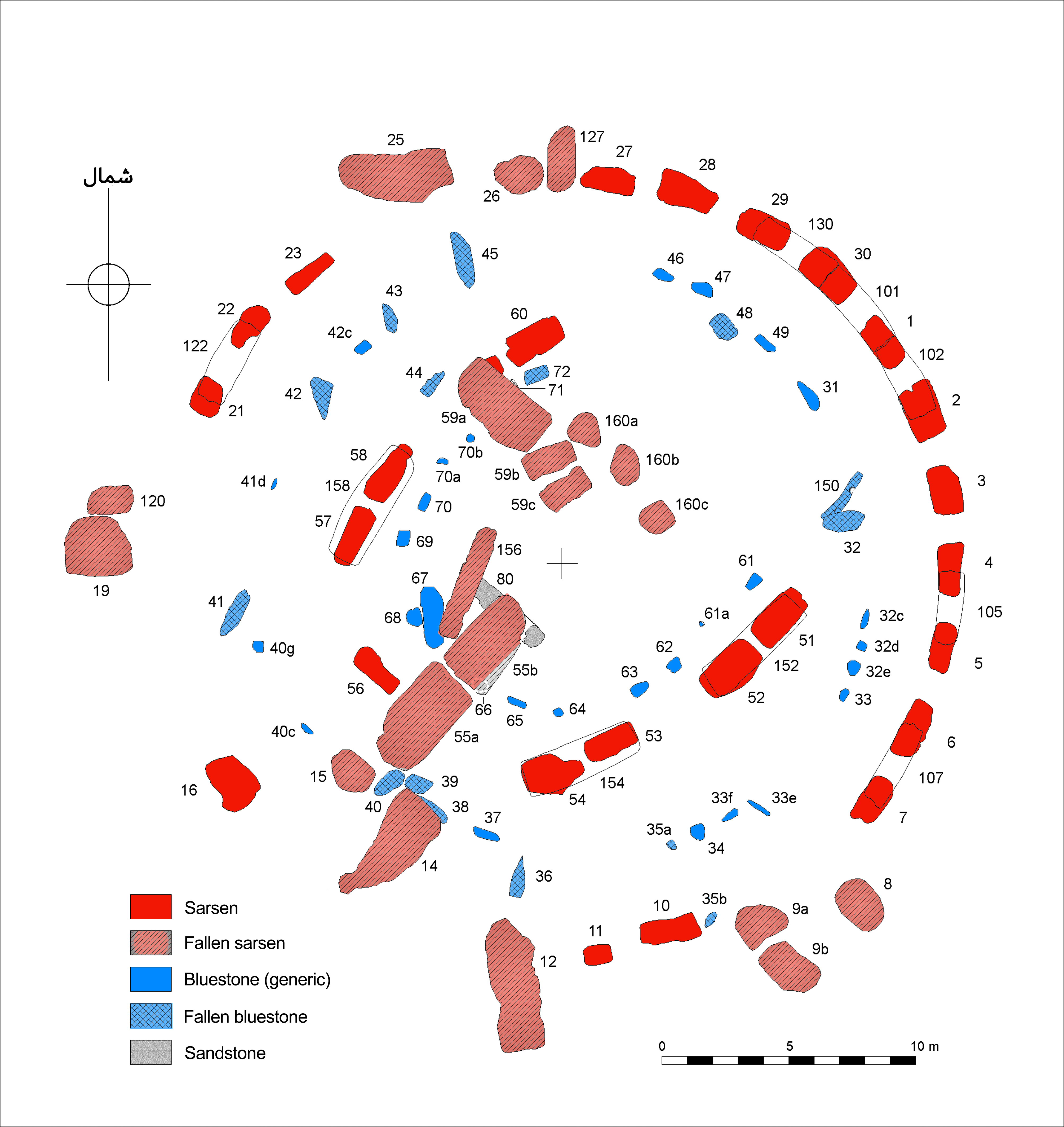
Planta del monument.

Els primers individus britànics associats a la cultura campaniana, molt probablement parlants de llengües indoeuropees els avantpassats dels quals havien emigrat de l'estepa ponticocaspiana, eren similars als del Rin. Finalment, hi va haver de nou una gran substitució de població a la Gran Bretanya. Més del 90% de la reserva genètica neolítica de l'illa va ser reemplaçada amb l'arribada del poble del vas campaniforme, que tenia aproximadament un 50% d'ascendència dels pastors de les estepes de l'Europa oriental.

## Significat
La finalitat que va tenir la construcció d'aquest gran monument s'ignora, però se suposa que s'utilitzava com a temple religiós, monument funerari o observatori astronòmic, que servia per a predir estacions. Sembla que els seus constructors provenen de la cultura del vas campaniforme.
En el solstici d'estiu, el sol sortia just travessant l'eix de la construcció, la qual cosa fa suposar que els constructors tenien coneixements d'astronomia. El mateix dia, el sol s'ocultava travessant l'eix del Woodhenge, on s'ha trobat una multitud d'ossos d'animals i objectes que evidencien que s'hi celebraven grans festes, probablement en fosquejar.
S'hi han trobat 240 enterraments de restes humanes prèviament cremades, datats d'entre l'any 3030 i 2340 aC. Atès el poc nombre d'enterraments per a un període tan llarg, s'estima que no es tracta d'un cementiri per a la generalitat dels morts, sinó per a determinades persones escollides. Per als pagans, la pedra significava la mort i Stonehenge podria haver estat utilitzada juntament amb Woodhenge en cerimònies religioses de culte als morts i a la vida, tal vegada simbolitzada per l'hexàgon de metall.
Les particularitats del conjunt han alimentat durant segles les llegendes, inclosa la que afirmava que era una pista d'aterratge extraterrestre o un cercle màgic de l'època del rei Artús.

### Natura i art
Així com les mesures de longitud es vinculaven a les proporcions del cos humà, la mesura del temps es basava en la duració observada dels moviments dels cossos celestes, que apareixien rítmicament. La recerca arqueològica i astronòmica ha establert que els grans monuments de pedra construïts per tot el nord d'Europa de fa al voltant de 3.500 anys eren brúixoles, calendaris i computadores gegants dels patrons estacionals. Els plànols del monument megalític de Stonehenge, Salisbury, d'Anglaterra, indica com s'obtenia l'hora exacta del començament del dia del solstici d'estiu.

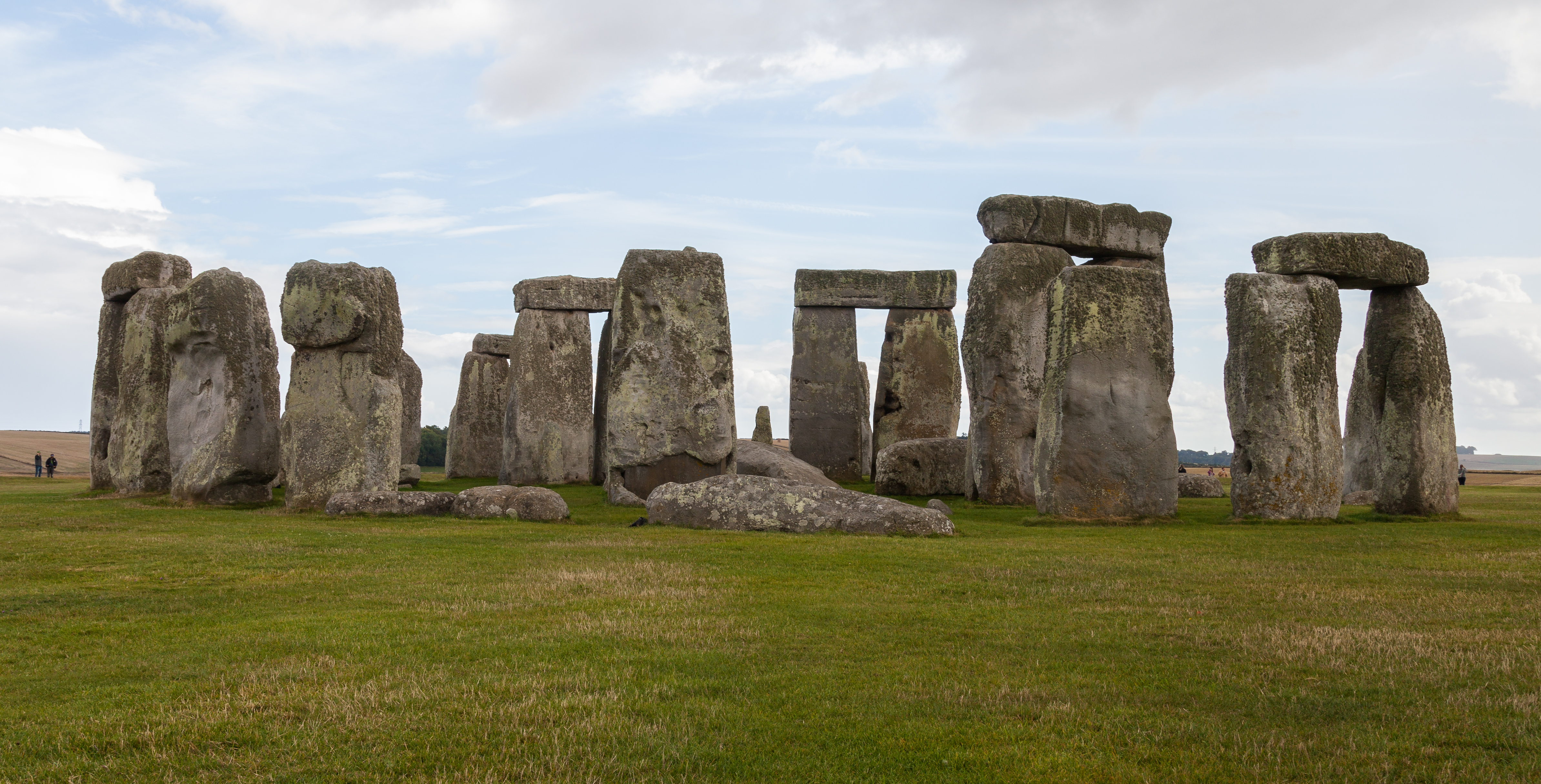
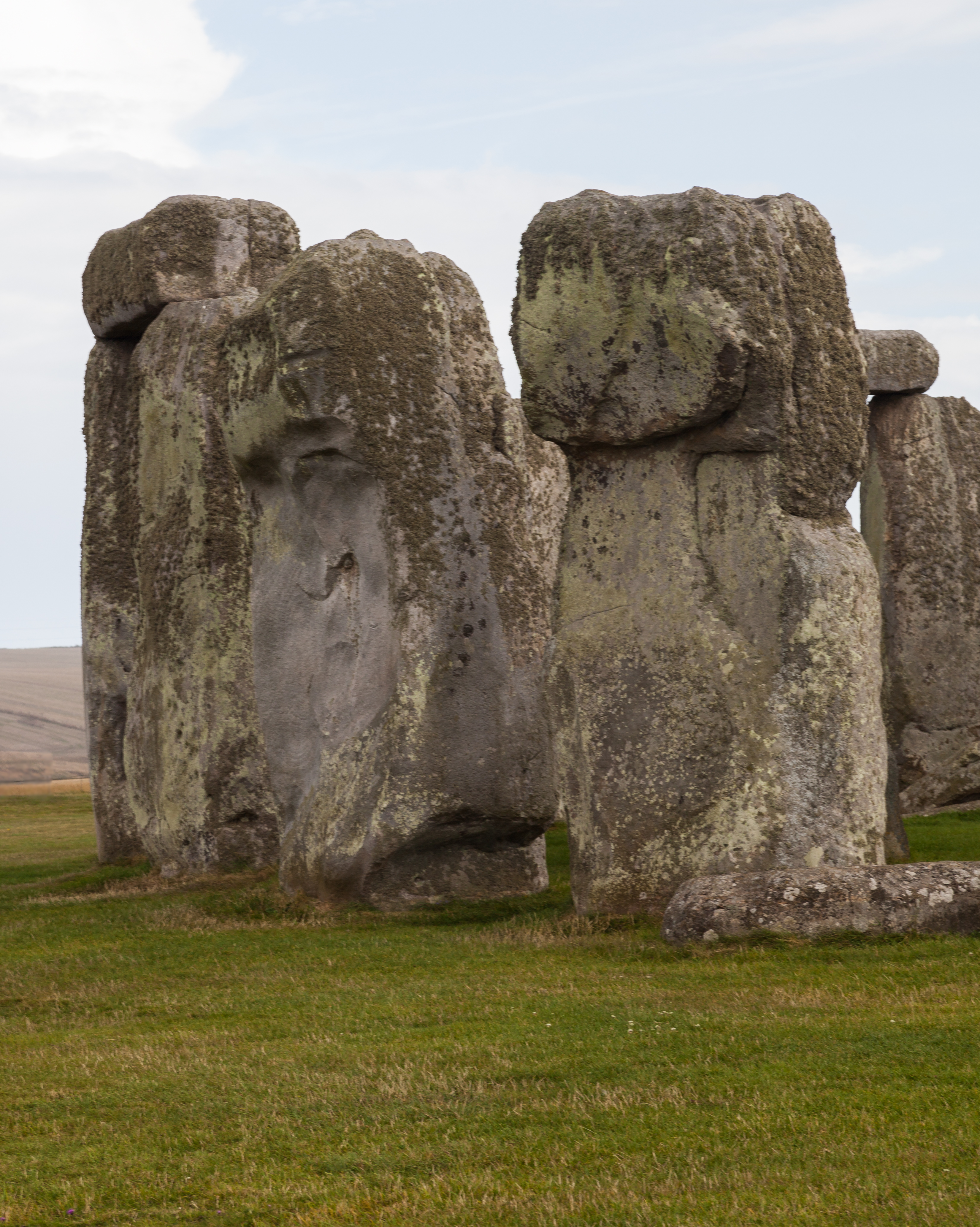
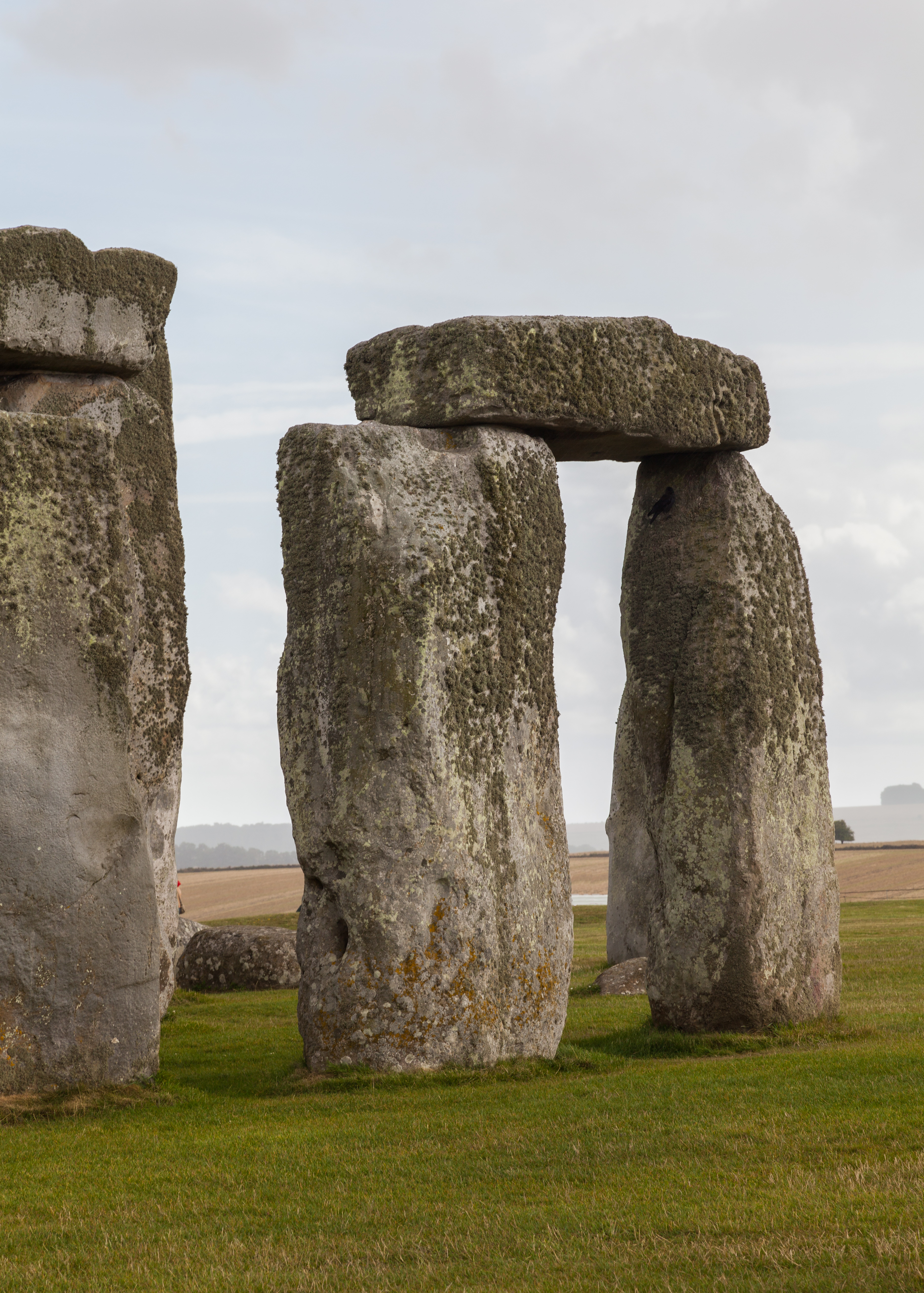
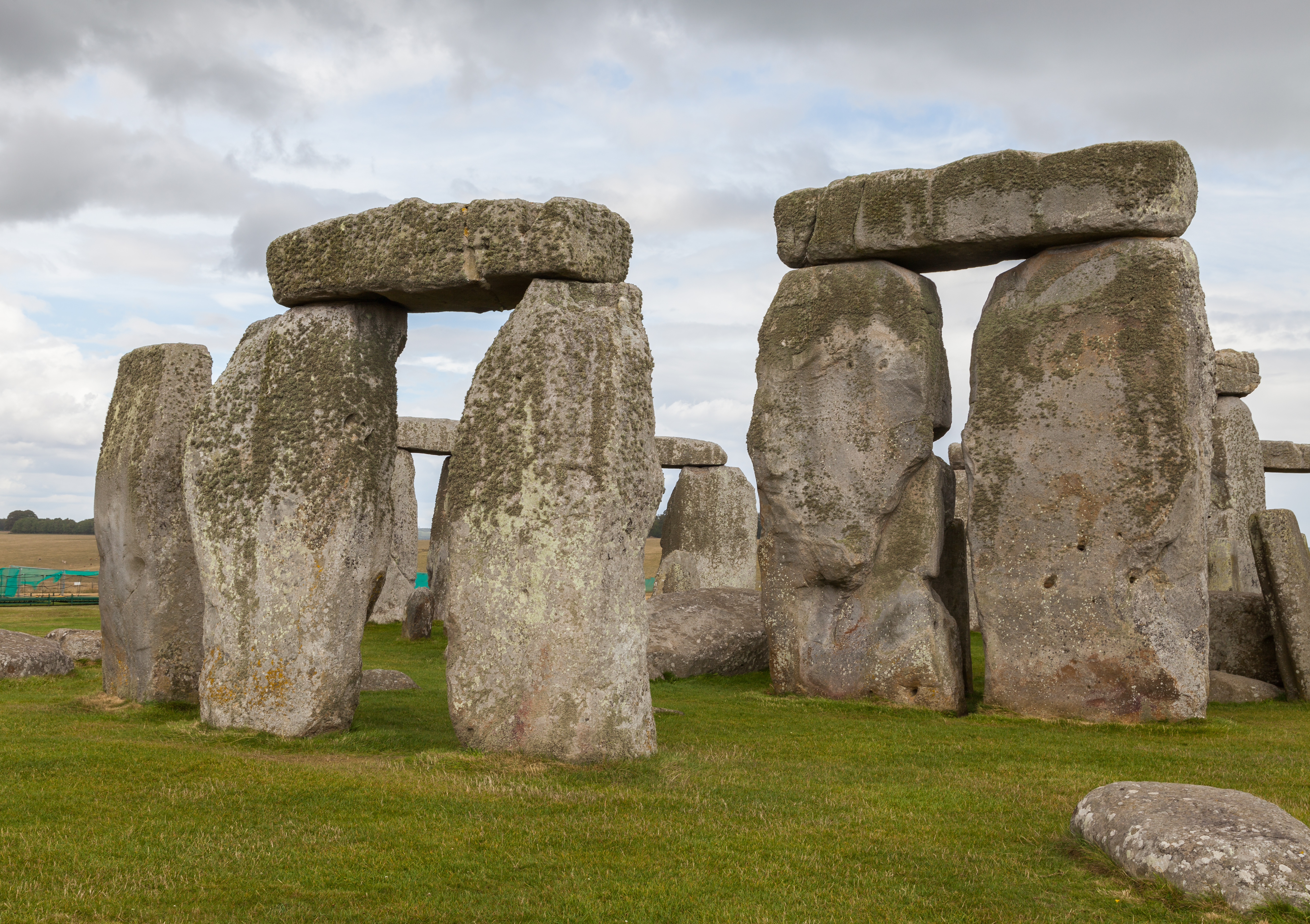
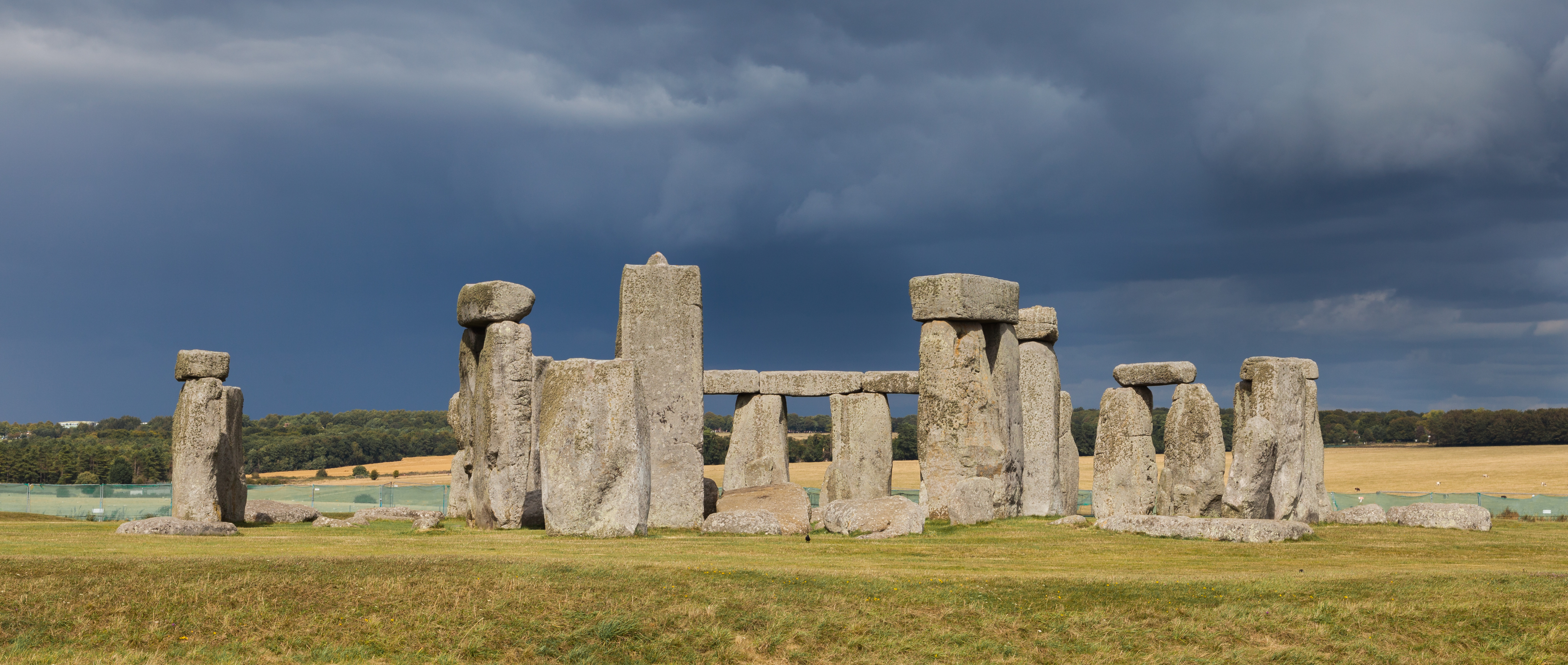
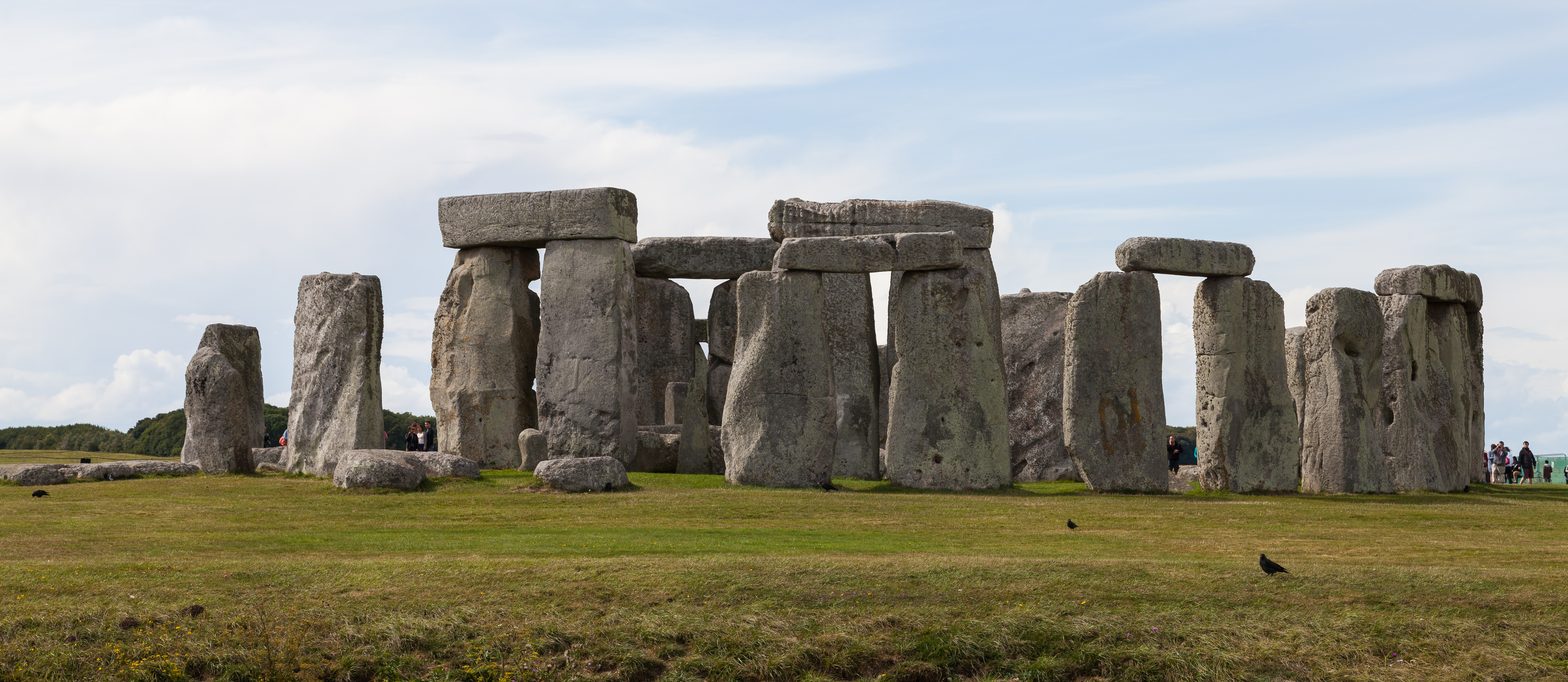
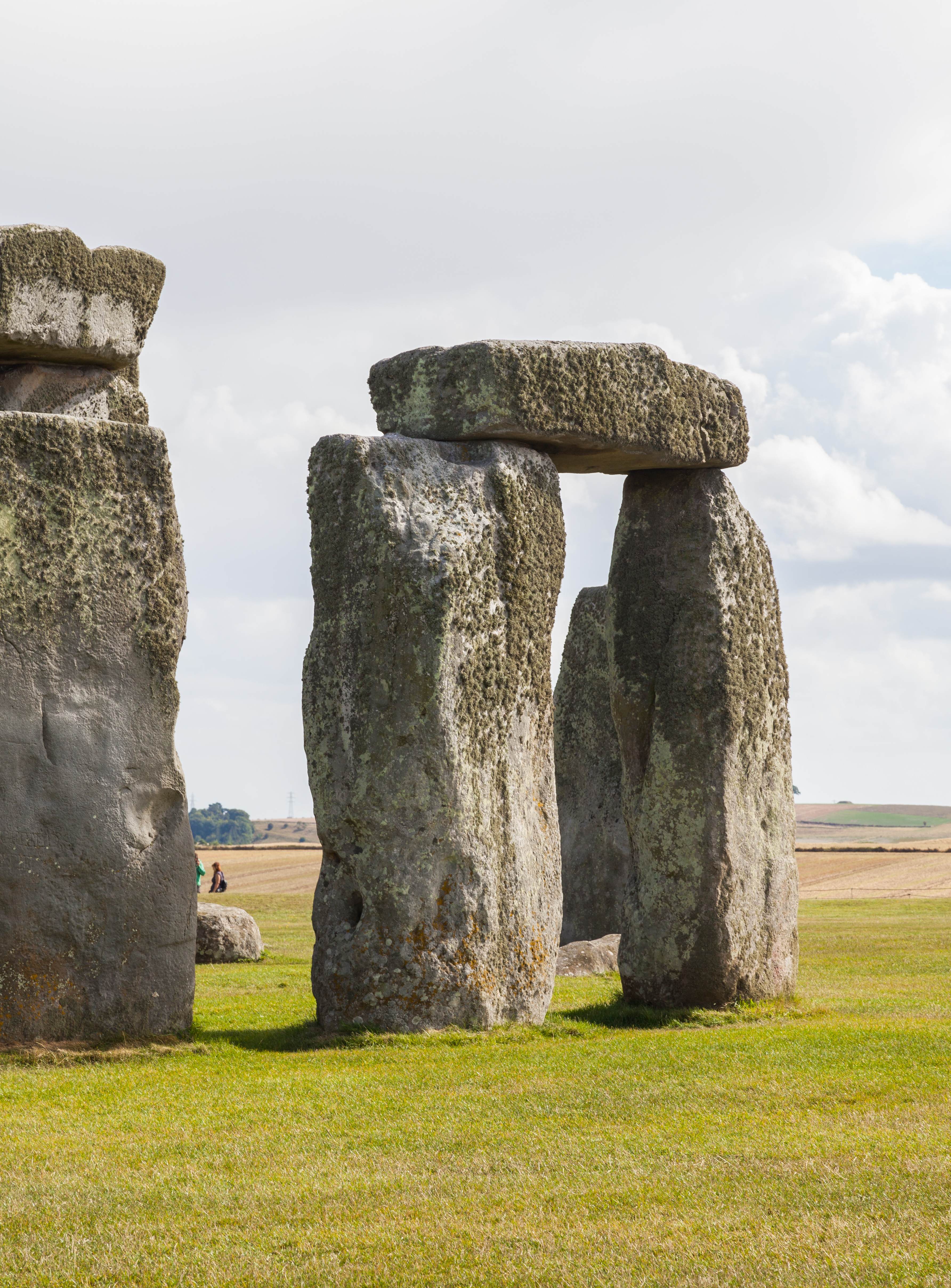
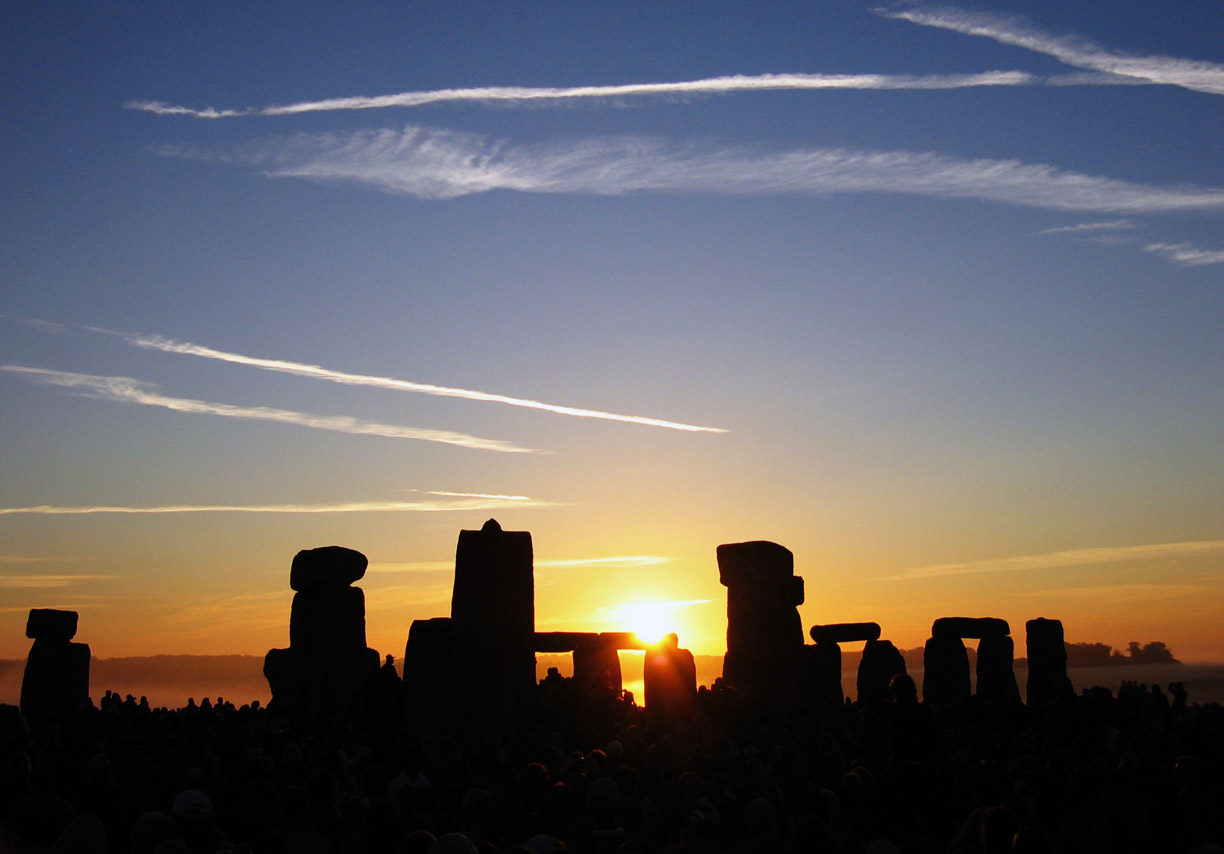
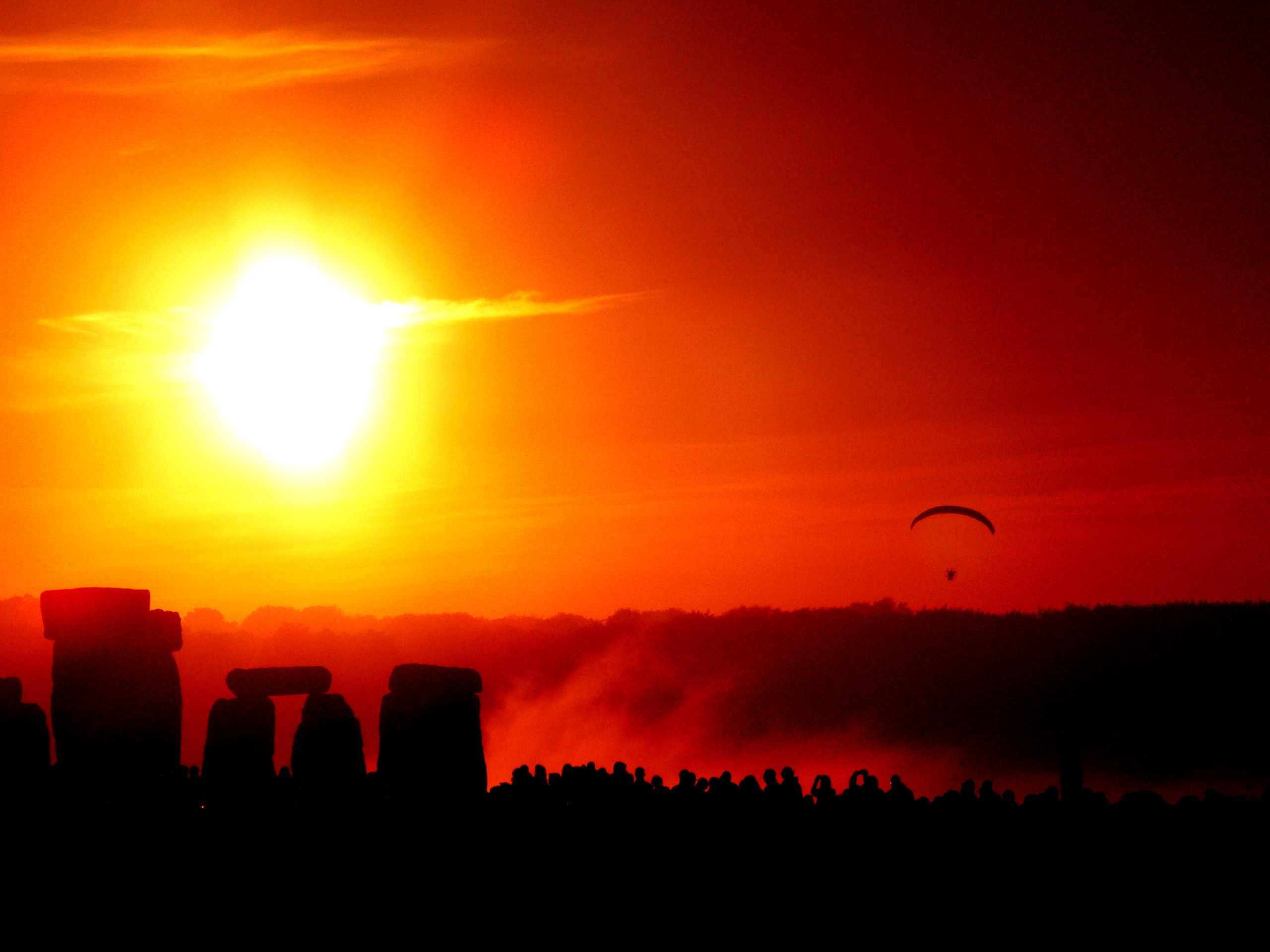